# Coccophagus clavellatus
Coccophagus clavellatus är en stekelart som beskrevs av Compere 1931. Coccophagus clavellatus ingår i släktet Coccophagus och familjen växtlussteklar. Inga underarter finns listade i Catalogue of Life.